# Obereichenbach
Obereichenbach (fränkisch: Acheba) ist ein Gemeindeteil der kreisfreien Stadt Ansbach (Mittelfranken, Bayern). Obereichenbach liegt in der Gemarkung Hennenbach.

## Geografie
Durch das Kirchdorf fließt der Eichenbach, ein linker Zufluss der Fränkischen Rezat, und der Katterbach, der dort links in den Eichenbach mündet. Der Ort gliedert sich in den südlich der Bundesstraße 14 gelegenen Altort mit dem Fischhaus, eine im Nordosten entstandene Siedlung und die Shipton-Kaserne der US Army im Norden. Westlich schließen sich der Soldatenweiher und ein Schießplatz auf dem Flurgebiet Urlas an. Unmittelbar östlich der Siedlung liegt der Zogel (473 m ü. NHN), im Süden der Hausberg, nördlich der Kaserne das Langholz.
Die B 14 verläuft nach Ansbach (3 km südwestlich) bzw. nach Katterbach (2 km östlich). Die Staatsstraße 2246 führt über Neubruck und Reckersdorf nach Bruckberg (8 km nordöstlich).

## Geschichte
Der Ort wurde 1249 in einer Stiftsurkunde des St.-Gumbertus-Stifts unter dem Namen „Eichenbach“ erstmals erwähnt. Der Ortsname leitet sich von einem gleichlautenden Gewässernamen ab, dessen Bestimmungswort die Baumgattung Eiche ist. Mit der Entstehung einer weiteren Siedlung am Eichenbach erhielt der Ort seinen heutigen Namen Obereichenbach (1317 erstmals als „Superior Eichenbach“ bezeugt). Ursprünglich unterstand der Ort dem Ortsadel der Aycher.
1460 überfielen Herzog Ludwig IX. von Bayern und dessen Verbündete den Ansbacher Markgrafen Albrecht Achilles. Dabei plünderten und zerstörten sie durch Feuer Eyb und die benachbarten Dörfer Alberndorf, Grüb, Hirschbronn, Katterbach, Obereichenbach, Pfaffengreuth und Untereichenbach.
Im 16-Punkte-Bericht des Fürstentums Ansbach von 1684 wurden für Obereichenbach 5 Mannschaften verzeichnet: 4 Anwesen (3 Höfe, 1 Höflein) unterstanden dem Hofkastenamt Ansbach und 1 Anwesen dem Stiftsamt Ansbach. Außerdem gab es ein Gemeindehirtenhaus. Das Hochgericht und die Dorf- und Gemeindeherrschaft übte das brandenburg-ansbachische Hofkastenamt Ansbach aus.
Gegen Ende des 18. Jahrhunderts gab es in Obereichenbach 8 Anwesen. Das Hochgericht und die Dorf- und Gemeindeherrschaft übte weiterhin das Hofkastenamt Ansbach aus. Alle Anwesen hatten das Fürstentum Ansbach  als Grundherrn (Hofkastenamt Ansbach: 2 Höfe, 4 Halbhöfe, 1 Fischhaus; Stiftsamt Ansbach: 1 Gut mit Wirtschaft). Neben den Anwesen gab es kommunale Gebäude (Hirtenhaus, Brechhaus). Von 1797 bis 1808 unterstand der Ort dem Justiz- und Kammeramt Ansbach.
Im Rahmen des Gemeindeedikts wurde Obereichenbach dem 1808 gebildeten Steuerdistrikt Katterbach und der 1811 gegründeten Ruralgemeinde Katterbach zugeordnet. Mit dem Zweiten Gemeindeedikt (1818) wurde der Ort nach Hennenbach umgemeindet.
Im Jahre 1937 entstand für die Mitarbeiter des Flugplatzes Katterbach eine Siedlung, die nach dem Krieg durch Ansiedelung von Heimatvertriebenen erweitert wurde und mittlerweile wesentlich größer ist als der eigentliche Kernort. Bei Obereichenbach wurde auch die Shipton-Kaserne der US Army eingerichtet.
Am 1. Juli 1972 wurde Obereichenbach im Zuge der Gebietsreform in Bayern in die Stadt Ansbach eingegliedert.
In Obereichenbach gab es eine Grundschule.

### Ehemaliges Baudenkmal
- Haus Nr. 1 (ehemals markgräfliches Fischhaus), zweigeschossiger Bau des 18. Jahrhunderts mit Sonnenuhr von 1784[17]

### Einwohnerentwicklung
| Jahr      | 001818 | 001840 | 001861 | 001871 | 001885 | 001900 | 001925 | 001950 | 001961 | 001970 | 001987 |
| Einwohner | 61     | 65     | *71    | 62     | 67     | 69     | 58     | 590    | 793    | 759    | 530    |
| Häuser    | 8      | 8      |        |        | 9      | 10     | 11     | 47     | 111    |        | 202    |
| Quelle    | [ 19 ] | [ 20 ] | [ 21 ] | [ 22 ] | [ 23 ] | [ 24 ] | [ 25 ] | [ 26 ] | [ 27 ] | [ 28 ] | [ 1 ]  |

## Religion
Der Ort ist seit der Reformation evangelisch-lutherisch geprägt und bis heute nach St. Johannis (Ansbach) gepfarrt. Die Einwohner römisch-katholischer Konfession sind nach St. Ludwig (Ansbach) gepfarrt. 1964 wurde die römisch-katholische St.-Paulus-Kirche, die zur Pfarrei St. Ludwig gehörte, geweiht. Sie wurde inzwischen profaniert. Seit 1965 gibt es die evangelisch-lutherische Dreieinigkeitskirche. Sie gehört zur Pfarrei St. Johannis.